# Alfabetul/Hai acasă
Alfabetul/Hai acasă este al cincilea material discografic al formației Roșu și Negru, apărut la Electrecord în anul 1980. Acest disc single conține două înregistrări realizate în 1978, în studioul Radio București, în aceeași zi cu piesele „Copilul și soarele” și „Miracolul suprem” (editate pe LP-ul colectiv Formații rock 4, iar mai apoi, pe albumul ...Pseudofabulă).

## Lista pieselor
1. Alfabetul (Liviu Tudan / Corina Brăneanu)
2. Hai acasă (Liviu Tudan / Ovidiu Dumitru)

## Componența formației
- Liviu Tudan – lider, chitară bas, claviaturi, vocal
- Florin Ochescu – chitară solo
- Dorel Vintilă Zaharia – baterie, voce

## Piese filmate
Melodia „Alfabetul” a beneficiat de trei filmări:
- 1978: o variantă live de la Gala Unicef, Sala Palatului, București, în formula: Liviu Tudan (vocal, chitară bas), Florin Ochescu (chitară solo), Dorel Vintilă Zaharia (baterie, voce).
- 1980: o filmare din emisiunea O lume minunată (realizator: Eugen Patriche), în formula: Liviu Tudan (vocal, chitară bas), Dan Bădulescu (chitară), Dorel Vintilă Zaharia (baterie).
- 1984: o filmare realizată de Titus Munteanu pentru o emisiune de varietăți – Strada varietăților. Componența din filmare: Liviu Tudan (vocal), Adrian Ordean (chitară), Florin Ochescu (chitară), Gabriel Nacu (chitară bas), Dorel Vintilă Zaharia (baterie).

Melodia „Hai, acasă!” a avut, la rândul ei, parte de o filmare realizată în 1983, în satul de vacanță Venus. În aceasta, componenții formației (Liviu Tudan, Adrian Ordean, Gabriel Nacu și Dorel Vintilă Zaharia) apar cu un cal și apoi cu un măgar pe care scrie „Murgu”.
Ambele piese incluse pe acest disc single au apărut în variante reorchestrate pe albumul Tribut lui Liviu Tudan – Roșu și Negru (lansat la casa de discuri Roton în anul 2007), unde „Alfabetul” este interpretată vocal de Mircea Vintilă, iar „Hai, acasă!” de Mircea Baniciu.